# Митрова
Митрова је насеље у Србији у општини Тутин у Рашком округу. Према попису из 2022. било је 1447 становника.

## Демографија
У насељу Митрова живи 653 пунолетна становника, а просечна старост становништва износи 29,3 година (29,1 код мушкараца и 29,6 код жена). У насељу има 193 домаћинства, а просечан број чланова по домаћинству је 5,16.
Ово насеље је великим делом насељено Бошњацима (према попису из 2002. године), а у последња три пописа, примећен је пораст у броју становника.
|  |

| Демографија | Демографија | Демографија |
| Година      | Становника  | Становника  |
| ----------- | ----------- | ----------- |
| 1948.       | 313         |             |
| 1953.       | 346         |             |
| 1961.       | 355         |             |
| 1971.       | 265         |             |
| 1981.       | 265         |             |
| 1991.       | 820         | 812         |
| 2002.       | 996         | 1.118       |

| Етнички састав према попису из 2002.‍ | Етнички састав према попису из 2002.‍ | Етнички састав према попису из 2002.‍ | Етнички састав према попису из 2002.‍ | Етнички састав према попису из 2002.‍ |
| ------------------------------------ | ------------------------------------ | ------------------------------------ | ------------------------------------ | ------------------------------------ |
|                                      |                                      |                                      |                                      |                                      |
| Бошњаци                              | Бошњаци                              |                                      | 900                                  | 90,36%                               |
| Срби                                 | Срби                                 |                                      | 86                                   | 8,63%                                |
| Црногорци                            | Црногорци                            |                                      | 5                                    | 0,50%                                |
| непознато                            | непознато                            |                                      | 4                                    | 0,40%                                |

| Година пописа     | 1948. | 1953. | 1961. | 1971. | 1981. | 1991. | 2002. |
| ----------------- | ----- | ----- | ----- | ----- | ----- | ----- | ----- |
| Број домаћинстава | 37    | 41    | 47    | 44    | 52    | 170   | 193   |

| Број чланова      | 1 | 2  | 3  | 4  | 5  | 6  | 7  | 8  | 9 | 10 и више | Просек |
| ----------------- | - | -- | -- | -- | -- | -- | -- | -- | - | --------- | ------ |
| Број домаћинстава | 7 | 17 | 15 | 33 | 50 | 25 | 19 | 13 | 7 | 7         | 5,16   |

| Пол    | Укупно | Неожењен/Неудата | Ожењен/Удата | Удовац/Удовица | Разведен/Разведена | Непознато |
| ------ | ------ | ---------------- | ------------ | -------------- | ------------------ | --------- |
| Мушки  | 351    | 131              | 203          | 10             | 0                  | 7         |
| Женски | 373    | 130              | 217          | 24             | 0                  | 2         |
| УКУПНО | 724    | 261              | 420          | 34             | 0                  | 9         |

| Пол    | Укупно                    | Пољопривреда, лов и шумарство | Рибарство                            | Вађење руде и камена | Прерађивачка индустрија       |
| ------ | ------------------------- | ----------------------------- | ------------------------------------ | -------------------- | ----------------------------- |
| Мушки  | 106                       | 39                            | 0                                    | 2                    | 6                             |
| Женски | 49                        | 26                            | 0                                    | 0                    | 3                             |
| УКУПНО | 155                       | 65                            | 0                                    | 2                    | 9                             |
| Пол    | Производња и снабдевање   | Грађевинарство                | Трговина                             | Хотели и ресторани   | Саобраћај, складиштење и везе |
| Мушки  | 0                         | 4                             | 4                                    | 1                    | 12                            |
| Женски | 0                         | 0                             | 0                                    | 1                    | 0                             |
| УКУПНО | 0                         | 4                             | 4                                    | 2                    | 12                            |
| Пол    | Финансијско посредовање   | Некретнине                    | Државна управа и одбрана             | Образовање           | Здравствени и социјални рад   |
| Мушки  | 0                         | 0                             | 4                                    | 7                    | 2                             |
| Женски | 0                         | 3                             | 1                                    | 2                    | 2                             |
| УКУПНО | 0                         | 3                             | 5                                    | 9                    | 4                             |
| Пол    | Остале услужне активности | Приватна домаћинства          | Екстериторијалне организације и тела | Непознато            | Непознато                     |
| Мушки  | 1                         | 0                             | 0                                    | 24                   | 24                            |
| Женски | 0                         | 0                             | 0                                    | 11                   | 11                            |
| УКУПНО | 1                         | 0                             | 0                                    | 35                   | 35                            |